# Carlo Massullo
Carlo Massullo (* 13. August 1957 in Rom) ist ein ehemaliger  Moderner Fünfkämpfer, der 1986 Weltmeister in der Einzel- und in der Mannschaftswertung wurde und fünf olympische Medaillen gewann.

## Leben
Massullo gewann seine erste Weltmeisterschaftsmedaille 1981, als er in der Einzelwertung Platz 21, in der Mannschaftswertung aber den dritten Platz hinter Polen und Ungarn erreichte. 1982 und 1983 siegten in der Mannschaftswertung jeweils die Athleten aus der Sowjetunion vor den Ungarn. Bei den Olympischen Spielen 1984 in Los Angeles profitierten die Italiener vom Olympiaboykott der Ostblockstaaten. Daniele Masala gewann den Einzelwettbewerb mit 13 Punkten Vorsprung auf den Schweden Svante Rasmuson, Carlo Massullo erhielt die Bronzemedaille. Die italienische Mannschaft mit Masala, Massullo und Pierpaolo Cristofori gewann Gold vor den Mannschaften aus den USA und aus Frankreich. 
1985 bei der Weltmeisterschaft in Melbourne belegte Massullo den vierten Platz in der Einzelwertung, die Mannschaft erreichte den dritten Platz. 1986 fand die Weltmeisterschaft in Italien statt, nämlich in Montecatini. Carlo Massullo siegte vor Daniele Masala, gemeinsam gewannen sie den Titel mit der Mannschaft. Es war der einzige Weltmeister-Titel, den Italien je in der Mannschaftswertung gewinnen konnte. 1987 belegte Massullo den vierten Platz in der Einzelwertung. 
Bei den Olympischen Spielen 1988 in Seoul belegte Massullo hinter dem Ungarn János Martinek den zweiten Platz in der Einzelwertung, wobei er seine beste Einzelleistung wie so oft im abschließenden Geländelauf zeigte. Zusammen mit Masala und Gianluca Tiberti gewann Massullo auch in der Mannschaftswertung Silber hinter den Ungarn. 1989 erreichte Massullo bei der Weltmeisterschaft den neunten Platz in der Einzelwertung und den achten Platz mit der Mannschaft. Bei seiner dritten Olympiateilnahme 1992 in Barcelona belegte Massullo in der Einzelwertung den zwölften Platz. In der Mannschaftswertung gewann er hinter Polen und dem Vereinten Team Bronze zusammen mit Roberto Bomprezzi und Gianluca Tiberti.